# 百爱之屋
《百爱之屋》（羅馬化：Ruen Roi Ruk）是一部由The One Enterprise制作，楠迪·宗拉维蒙、普塔内·宏玛诺博、友塔纳·布格朗、能提妲·索彭主演的泰国古装剧。此剧是屋（Ruean）系列的第二部作品，于2016年1月18日至3月7日期间每周一至周二晚上8时10分至9时40分在One 31台播出。

## 演员阵容
- 楠迪·宗拉维蒙 饰演 Khun Waat
- 普塔内·宏玛诺博 饰演 Luang Date
- 友塔纳·布格朗 饰演 Reuang
- 能提妲·索彭 饰演 Deuan
- 瓦妮达·特姆散纳波 饰演 Kam Lai
- 凯梅妮·瓦塔纳辛 饰演 Fuang
- 阿丽莎拉·翁差丽 饰演 Jerm
- 甘扎娜·金达瓦 饰演 Khunying Pornthep
- 阿那德鹏·思里醇慕桑 饰演 Man
- 吉迪鹏·普洛帕拉达朋 饰演 Thong